# ودوم
ودوم (به سوئدی: Vedum) یک سکونتگاه مسکونی در سوئد است که در وارا مونیکیپلیتی واقع شده‌است.

## خصوصیات
ودوم ۱٫۰۷ کیلومترمربع مساحت و ۹۲۶ نفر جمعیت دارد.